# Alfa Romeo Giulia TZ
El Alfa Romeo Giulia TZ (también conocido como Alfa Romeo TZ o Tubolare Zagato), es un coche deportivo producido por la marca italiana de automóviles Alfa Romeo de 1963 a 1967. El Alfa Romeo TZ reemplazó al Giulietta SZ. A partir de 2011, con la aparición del modelo TZ3, se pasó a denominar simplemente TZ.

## Giulia TZ
El modelo original de TZ a veces se denomina erróneamente TZ1, para diferenciarlo del posterior TZ2. El TZ original se diseñó en colaboración de Autodelta, una compañía dirigida por el ingeniero Carlo Chitti. El motor presentaba una versión de cámara doble de 1570 cm³ (1,6 litros) y otros componentes mecánicos compartidos con el Alfa Romeo Giulia, que llevaba un número de chasis de la serie 105. Era un coche de carreras deportivo de diseño exclusivo, con chasis de bastidor espacial tubular, carrocería ligera de aluminio, frenos de disco y suspensión independiente que llegó hasta 160 CV (158 HP; 118 kW) en versiones de competición. El motor fue desarrollado por Giuseppe Busso. Se considera el cuatro cilindros clásico por excelencia, hasta que llegó la absorción por parte de la marca Fiat S.p.A.
El coche estaba equipado con un chasis tubular y paneles de aluminio, llantas de aleación y suspensión de ruedas independientes y magnesio. El modelo muy ligero, de 660 kg (1455 lb), alcanzó una velocidad máxima de 240 km/h (149 mph). El coche fue diseñado tanto para uso urbano como para competición. La última versión estaba equipada con un motor de 162 CV (160 HP; 119 kW).
El motor se instaló en un ángulo particular para maximizar el flujo de aire de refrigeración. La superficie de sustentación era innovadora, ya que fue diseñada para incrementar el rendimiento del trasero especial de corte de colas. Siguiendo los estudios de aerodinámica de Kamm Wunibald, el TZ incorpora una parte trasera conocida como "Kammback" o de "Coda Tronca".  Este perfil busca "cortar" el aire con un ángulo específico, que era básicamente para aumentar el rendimiento general del coche.
El perfil ya había sido juzgado por Zagato en otros coches de carreras. La línea de la TZ es la evolución natural de estas pruebas iniciales y se les permite llegar a la versión de carreras a una velocidad de 240 km/h (149 mph). El modelo debutó en el 'Autodromo di Monza', en una competencia organizada por FISA. El TZ ocupó los primeros cuatro lugares en la categoría de prototipos. Tras ser apobados, ganó muchas otras carreras de Europa y América del Norte. Entre 1963 y 1965 se produjeron 112 ejemplares, lo que le permitió competir en la categoría de Sport 1600.

## Giulia TZ2

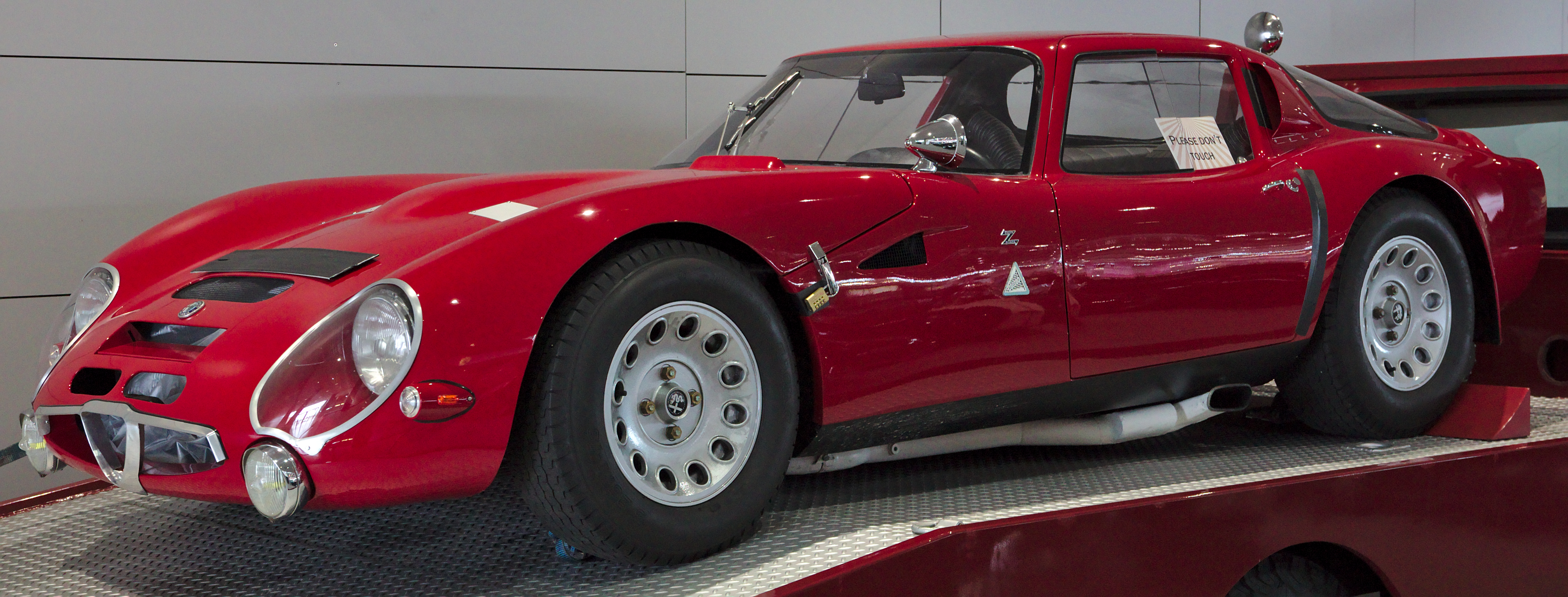
Modelo de 1965

Una nueva versión del TZ fue introducida en el Salón del Automóvil de Turín de 1964, en el pabellón de Zagato. A fin de reforzar la estructura y reducir el peso del vehículo, Zagato reemplazó la carrocería de aleación ligera por una más estilizada de fibra de vidrio moldeado y rígida al chasis, proporcionando un menor arrastre y peso reducido de 620 kg (1367 lb). El nuevo diseño fue llamado "TZ2", el cual fue construido sólo como coche de carreras.
Estaba equipado con un motor de cuatro cilindros en línea de aleación de aluminio preparado por Autodelta de doble encendido con lubricación por cárter seco de 1570 cm³ (1,6 litros), con doble árbol de levas en la culata y 2 válvulas por cilindro (8 en total), doble carburador Weber 45DCOE14 y una relación de compresión de 11.4:1, que producía alrededor de 170 CV (168 HP; 125 kW) (SAE) a 7.000 rpm y 15,5 kg·m (152 N·m) (SAE) a las 4.200 rpm de par máximo. Con este motor, el coche alcanzaba una velocidad máxima de 245 km/h (152 mph).
El medallón trasero también fue cambiado por uno de una sola pieza, en lugar de estar dividido en tres en el TZ. El desarrollo de los coches TZ se detuvo a fines de 1965, para poder producir una nueva generación del programa GTA de carreras. Sólo 12 TZ2s fueron construidos.
El coche ganó el prestigioso Trofeo Gran Turismo en el Concurso de la Elegancia de Pebble Beach de 2009.
Las relaciones de la transmisión eran las siguientes:
| 1ª    | 2ª    | 3ª    | 4ª | 5ª    | Reversa | Final |
| ----- | ----- | ----- | -- | ----- | ------- | ----- |
| 3.258 | 1.985 | 1.357 | 1  | 0.854 | 3.61    | 4.1   |

### Resultados de carreras
El TZ2 ganó el 25 de abril de 1965 la carrera de los 1000 km de Monza, con Bussinello-De Adamich terminando en séptimo lugar general y primero in la categoría GT 1600.
También en 1965, obtuvo victorias gracias a Rolland-Consten en las 12 Horas de Sebring; Bianchi-Rolland en la Targa Florio; y Adamich-"Geki" en los 1000 km de Nürburgring, las 6 Horas de Melbourne, el Giro d'Italia y el Criterium des Cevennes.
Hubo más victorias el año siguiente: en Monza (De Adamich-Zeccoli), Sebring (Andrey-"Geki"), en la Targa Florio (Pinto-Todaro) y en Nürburgring (Bianchi-Schultze).